# Nogometni Klub Široki Brijeg 2008-2009
Questa voce raccoglie le informazioni riguardanti il Nogometni Klub Široki Brijeg nelle competizioni ufficiali della stagione 2008-2009.

## Rosa
| N. |                                 | Ruolo | Calciatore      |
| -- | ------------------------------- | ----- | --------------- |
| 1  | Bosnia ed Erzegovina (bandiera) | P     | Dejan Bandović  |
| 3  | Croazia (bandiera)              | D     | Dalibor Kožul   |
| 4  | Croazia (bandiera)              | C     | Marko Jurić     |
| 5  | Bosnia ed Erzegovina (bandiera) | D     | Velimir Vidić   |
| 7  | Croazia (bandiera)              | A     | Mislav Karoglan |
| 8  | Bosnia ed Erzegovina (bandiera) | D     | Josip Topić     |
| 9  | Bosnia ed Erzegovina (bandiera) | A     | Stanko Bubalo   |
| 10 | Bosnia ed Erzegovina (bandiera) | C     | Dalibor Šilić   |
| 11 | Brasile (bandiera)              | A     | Celson          |
| 12 | Bosnia ed Erzegovina (bandiera) | P     | Antonio Soldo   |
| 13 | Croazia (bandiera)              | C     | Marko Zelenika  |
| 14 | Croazia (bandiera)              | D     | Tomislav Božić  |
| 15 | Brasile (bandiera)              | C     | Wagner          |
| 16 | Germania (bandiera)             | C     | Daniel Njitraj  |

| N. |                                 | Ruolo | Calciatore      |
| -- | ------------------------------- | ----- | --------------- |
| 17 | Croazia (bandiera)              | A     | Ivan Bubalo     |
| 18 | Croazia (bandiera)              | C     | Marko Hannich   |
| 19 | Bosnia ed Erzegovina (bandiera) | C     | Ivan Zovko      |
| 20 | Brasile (bandiera)              | C     | Ronielle        |
| 21 | Bosnia ed Erzegovina (bandiera) | D     | Ivan Kvesić     |
| 22 | Brasile (bandiera)              | C     | Ricardo         |
| 23 | Croazia (bandiera)              | P     | Vladimir Vasilj |
| 24 | Bosnia ed Erzegovina (bandiera) | C     | Franjo Šakić    |
| 25 | Brasile (bandiera)              | C     | Marciano        |
| 33 | Svizzera (bandiera)             | C     | Mato Sego       |
|    | Croazia (bandiera)              | C     | Josip Barišić   |
|    | Bosnia ed Erzegovina (bandiera) | C     | Danijel Kožul   |
|    | Croazia (bandiera)              | C     | Davor Karacic   |
|    | Bosnia ed Erzegovina (bandiera) | C     | Danijel Kozul   |